# Spergularia segetalis
Spergularia segetalis — вид квіткових рослин з родини гвоздикових (Caryophyllaceae). Ареал: Марокко, Європа (Нідерланди, Бельгія, Німеччина, Швейцарія, Польща, Португалія, Іспанія, Франція, Італія, Росія) й Азія (Казахстан, Монголія).

## Біоморфологічний опис
Однорічна рослина, струнка, гола. Стебло 3–12 см, прямовисне. Листки ниткоподібні, остисті. Квітки дуже дрібні, в дуже нещільних суцвіттях, білі. Чашолистки ланцетоподібно-гострі 1.5–2 мм завдовжки, повністю шкірчасті, за винятком вузької зеленої середньої жилки. Пелюстки тупі, наполовину коротші за чашолистки. Коробочка яйцеподібна, перевищена чашечкою. Насіння некрилате. Період цвітіння: травень — липень.